# Pôle républicain

Logo du Pôle républicain.

Le Pôle républicain est l'organisation qui regroupait les comités de soutien à Jean-Pierre Chevènement pour la campagne de l'élection présidentielle de 2002. Il cesse ses activités au début de l'année 2004.

## Historique

### De 2001 à 2002
Le comité de soutien, bien qu'ancré à gauche en raison de l'origine politique de son fondateur, rassemblait des « républicains des deux rives », où se côtoyaient jeunes gaullistes comme Jérôme Baloge, royalistes comme Bertrand Renouvin de la Nouvelle Action royaliste, souverainistes comme William Abitbol proche de Charles Pasqua, communistes comme Anicet Le Pors.
Le Mouvement des citoyens, parti fondé par Jean-Pierre Chevènement en 1993, s'est officiellement fondu en mai 2002 au sein du Pôle républicain après l'élection présidentielle de 2002, dans la perspective des élections législatives prévues le mois suivant. Les souverainistes de  droite, les royalistes et de nombreux jeunes gaullistes ont cependant quitté le Pôle républicain après l'élection présidentielle, déçus par les déclarations de Jean-Pierre Chevènement et son ralliement sans réserve à la gauche pour le scrutin législatif. Le Pôle républicain recueille 1,19 % des suffrages exprimés lors des élections législatives, et n'obtient aucun député.
La ligne politique du mouvement était attachée à la fois à la souveraineté de la France (souverainisme), ce qui explique que certains le considèrent comme anti-européen, et aux valeurs de la République française indivisible, laïque, démocratique et sociale.

### De 2002 à 2004
Le 26 janvier 2003, lors du congrès fondateur du Mouvement républicain et citoyen (MRC), le Pôle républicain se transforme en confédération regroupant le Mouvement républicain et citoyen et plusieurs organismes associés (radicaux, gaullistes, jeunes, libéraux, souverainistes), notamment :
- l'Union des républicains radicaux (U2R)
- l'Union gaulliste pour une France républicaine (UGFR)
- l'Union des jeunes républicains (UJR), qui constituait le mouvement de jeunesse du PR.
- Le Cercle de l'Union (anciens membres de l'UDF)
- Vive la République (VLR, gauche souverainiste).

Depuis 2004, le Pôle républicain n'a plus d'existence et l'activité politique de Jean-Pierre Chevènement se limite à l'action du MRC, qu'il finit par quitter en 2015.

## Mouvement jeune
L'Union gaulliste pour une France républicaine (UGFR) est créée au sein du Pôle républicain en mars 2003 par des jeunes pour la plupart issus de l'ancien RPR et qui avaient soutenu Jean-Pierre Chevènement à l'élection présidentielle de 2002. Ses fondateurs sont Jérôme Baloge (président), Isabelle Gadois (secrétaire générale), Diane Le Béguec, Laurent Pelvey, Aurélie Tardieu.
L’UGFR devient par la suite indépendante de tout parti politique et se rapproche de l'Action pour le renouveau du gaullisme et de ses objectifs sociaux (ARGOS) de Jean Charbonnel. Elle possède en son sein une fraction plus progressiste, dénommée Alternative gaulliste et dirigée par Laurent Pelvey.

## Autres mouvements ayant appartenu au Pôle républicain
- Appel d'R (gaullo-séguinistes)
- Vivement la France (VLF, anciens membres du RPF)
- le Mouvement démocrate français (MDF)
- le Mouvement de la gauche progressiste
- Génération République (GR)
- la Nouvelle Action royaliste (NAR)[3]